# Rebutia neocumingii
Rebutia neocumingii är en kaktusväxtart som först beskrevs av Curt Backeberg, och fick sitt nu gällande namn av David Richard Hunt. Rebutia neocumingii ingår i släktet Rebutia och familjen kaktusväxter.

## Underarter
Arten delas in i följande underarter:
- R. n. lanata
- R. n. neocumingii
- R. n. pulquinensis